# 加羅阿法鄉
45°47′N 27°12′E / 45.783°N 27.200°E
加羅阿法鄉（羅馬尼亞語：Comuna Garoafa, Vrancea），是羅馬尼亞的鄉份，位於該國東部，由弗朗恰縣負責管轄，面積71平方公里，海拔高度66米，2002年人口4,735，人口密度每平方公里66人。